# Myriam Prost
Myriam Prost (ur. 5 października 1981) – francuska zapaśniczka walcząca w stylu wolnym. Zajęła siódme miejsce na mistrzostwach Europy w 2007. Siódma w Pucharze Świata w 2001. Wicemistrzyni świata juniorów w 2001.
Mistrzyni Francji w 2007, druga w 2001, 2004, 2006 i 2009, a trzecia w 2003, 2013 i 2014 roku.